# Pilosimitra
Pilosimitra là một chi rêu trong họ Sematophyllaceae.